# 魏邦平

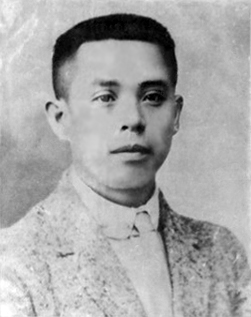
魏邦平

魏邦平（1884年—1935年9月21日），名麗川，号邦平，以号行，廣東省香山縣海洲鄉麒麟村（今中山市）人，中国民主革命者，中华民国军政要人。

## 生平
魏邦平生于1884年。13岁時，父亲赴日本做生意，魏邦平随同前往日本，来到神户读书。後来，魏邦平入振武學校。清朝驻日本领事爱惜其才，乃荐领取官费，改入日本陸軍士官學校騎兵科学习。1909年， 魏邦平毕业回国，考列二等（相当于武举人），授廣東督練公所編譯員。學兵營成立后，魏邦平兼充教練。后来，魏邦平升任廣東講武堂教官。 
1911年辛亥革命爆发，魏邦平追随蒋伯器、胡展堂参加起义，任廣東軍政府軍政部陸軍司长兼參謀部長。随后，因军功获授陸軍中將、文虎章，受任為廣東陸軍第2師第3旅旅長兼廣州水上警察廳廳長。
此后，由于龙济光所部入广东，魏邦平不为所容，乃赴北京，授將軍府參軍。1915年袁世凯称帝，魏邦平回广东，响应云南蔡锷发动的护国战争，配合护国军击败了龙济光的海上部队。1916年，魏邦平被广东督军莫荣新任命为护国第五军总司令，率部赴阳春县剿灭龙济光残部。回到广州后，魏邦平见桂系占据广州，反对孙中山，便上书辞职，并遣散了第五军。时任广东省省长的朱庆澜极力挽留魏邦平，任命魏邦平为广东警务处长兼广东省会警察厅长。
1918年2月，广州城厢市政公所设立，杨永泰任督办，魏邦平任会办。1918年10月22日，广州城厢市政公所设办事机构于育贤坊禺山关帝庙。因其管辖范围超出了城厢，广州城厢市政公所遂于10月31日经批准更名为“广州市政公所”。该市政公所的主要任务是拆除城墙，修筑道路，建立公园等等。
1920年，陈炯明在惠州遭到莫荣新部截击，魏邦平趁机宣告独立，并与李福林联合实行兵谏，促使莫荣新下台。陈炯明最终取代莫荣新，出任粤军总司令兼广东省省长，任命魏邦平为陆军第三师师长。
1921年2月16日，广东省省长陈炯明发布通告，设立广州市，将省会地方化为广州市行政区域，制定《广州市暂行条例》，任命孙科为广州市市长，魏邦平以广东全省警务处处长兼任广州市公安局局长，蔡增基等人分任各局局长。
当时，桂军陆荣廷残部窥视广东，魏邦平乃奉命率部逆江而上，进攻梧州、苍梧县，经过三个昼夜的战斗，最终获胜。1922年，魏邦平率部回到广州。当时孙中山已自上海回到广州就任非常大总统，乃任命魏邦平为广州市卫戍司令。
1922年六一六事变前夕，魏邦平护送孙中山至虎门登上永丰舰，并派侍从副官到广州找到宋庆龄，护送来与孙中山重聚。
1923年1月15日陳炯明被趕出廣州後，1月19日，孫中山電令魏邦平與胡漢民、李烈鈞、許崇智、鄒魯“全權代行大總統職權”，並任魏邦平為廣州衛戍司令。1月20日，任命魏邦平為“討賊聯軍總司令”，但旋即被滇军杨希闵、桂军沈鸿英排擠，一度被沈鸿英扣押，後經孫中山干預而獲釋。4月，孫中山任命魏邦平為西江討賊總指揮。5月14日，魏邦平率軍平定肇慶、梧州。8月，魏邦平宣佈辭職。
此后，魏邦平闲居广州沙面“渔庐”。黄埔军校校长蒋介石曾邀其重掌第三师，但被魏邦平谢绝。
1925年8月20日上午，廖仲恺在惠州会馆门前遭枪击，当场身亡。当天，中国国民党中央执行委员会、国民政府委员会、国民政府军事委员会召开联席会议，决议特派汪精卫、许崇智、蒋介石组织特别委员会，授以政治、军事、警察全权，负责处理廖案。
1925年8月25日，国民政府下令设审理廖案特别法庭。根据调查审讯，认定刺杀廖仲恺的主使为朱卓文、胡毅生、魏邦平、梁鸿楷、林直勉等人，胡汉民、许崇智涉嫌。国民政府发布了对朱卓文、胡毅生、林直勉的通缉令，但警察最终只捉到林直勉一个人。魏邦平及時从“渔庐”出走赴香港寓居。10月參與第二次東江戰役，領南路粵軍與蔣介石帶領的國民革命軍對戰。据说大约在1928年，魏邦平携二子及女婿乘俄国皇后号邮轮赴日本，在船上巧遇何香凝，何香凝当面对魏邦平称：“当年所疑，实属误认。”并向魏邦平致歉。
1931年唐绍仪任中山县县长时，邀其出任中山县警察局长。魏邦平谢绝，推荐吴飞充任。陈济棠曾邀其任广东军垦处处长，被魏邦平谢绝。
1934年，由于年逾八十岁的母亲患病，魏邦平携家人返回海洲麒麟坊居住。后来，魏邦平哮喘咳嗽发作，回香港治疗数月未能痊愈，转而患上肺积水，即赴广州住院治疗，但未见起色。
1935年9月21日，魏邦平在廣州病逝，享年51歲。
魏邦平虽长期追随孙中山，但婉拒了孙中山多次动员邀请其参加中国国民党的提议，理由为“军人无党”。孙中山还曾拟当面授予其上将衔，魏邦平借口免引党内分歧，一再推辞，表示保持中将衔已经足够。
1936年1月26日，国民政府西南政务委员会常务委员萧佛成、邹鲁、唐绍仪、李宗仁、陈济棠、林云陔六人签署通令，褒扬魏邦平。通令全文如下：
国民政府西南政务员会令：前广州卫戍司令、陆军第三师师长魏邦平，夙瞻谋并娴韬略。自辛亥光复以还，推翻专制，翦除残暴，督办广州市政，开辟城垣，平治道路，筚蓝肇始，敷政治军，厥功甚伟。兹闻溘逝，轸惜殊深。特予褒扬勋。此令。
此外，政界及社会知名人士孙科、黄慕松、孙庆云、陈策、蒋作宾、梁寒操、傅秉常、程潜、刘维炽等人也联名答署函电，致南京国民政府，为魏邦平申请颁令褒扬并给其遗孤抚恤。吴铁城、余汉谋、香翰屏也曾致电代为请恤。
1936年，為表彰魏邦平對廣東革命的貢獻，廣東省政府飭令將古鎮、海洲、曹步三鄉合併，命名為“邦平鄉”（今古镇镇）。